# La Sábila, Sonora
La Sábila är en ort i Mexiko.   Den ligger i kommunen Huatabampo och delstaten Sonora, i den västra delen av landet, 1 300 km nordväst om huvudstaden Mexico City. La Sábila ligger 5 meter över havet och antalet invånare är 909.
Terrängen runt La Sábila är mycket platt. Runt La Sábila är det ganska tätbefolkat, med 67 invånare per kvadratkilometer. Närmaste större samhälle är Huatabampo, 7,0 km norr om La Sábila. Trakten runt La Sábila består till största delen av jordbruksmark.